# Касас-де-Сан-Галіндо
Касас-де-Сан-Галіндо (ісп. Casas de San Galindo) — муніципалітет в Іспанії, у складі автономної спільноти Кастилія-Ла-Манча, у провінції Гвадалахара. Населення — 32 особи (2010).
Муніципалітет розташований на відстані близько 80 км на північний схід від Мадрида, 32 км на північний схід від Гвадалахари.

## Демографія
Динаміка населення (INE ):